# Селезінка
Селезі́нка (лат. lien, splen, останній варіант — від дав.-гр. σπλήν) — непарний, видовженої форми периферійний орган лімфоїдного кровотворення та імунного захисту, розміщений глибоко в задній частині лівого підребер'я. У людини довжина селезінки становить 10-12 см, ширина 8-9 см, товщина 4-5 см, маса 150—200 г. Селезінка проєктується на грудну клітку між 9 і 11 ребром, довга вісь її розміщена косо і здебільшого відповідає напрямку 10 ребра.

## Основні функції селезінки
- елімінація еритроцитів і тромбоцитів, які завершили свій життєвий цикл
- депонування крові та заліза
- розмноження і антигензалежна диференціація лімфоцитів та утворення антитіл
- вироблення біологічно активних речовин, які пригнічують еритропоез в червоному кістковому мозку
- в ембріональному періоді селезінка є універсальним кровотворним органом, в якому утворюються всі форменні елементи крові

## Анатомія селезінки
У селезінці розрізняють діафрагмальну та вісцеральну поверхні. Своєю діафрагмальною поверхнею селезінка прилягає до нижньої поверхні діафрагми, вісцерально — до дна шлунка, лівої нирки, лівої наднирникової залози та до ободової кишки. На вісцеральній поверхні селезінки є заглиблення — ворота селезінки, крізь які проходять селезінкова артерія, нерви, вени і лімфатичні судини. Селезінка з усіх сторін вкрита очеревиною, яка утворює зв'язки. Від воріт селезінки розходяться дві зв'язки: шлунково-селезінкова і діафрагмально-селезінкова, яка йде до поперекової частини діафрагми. Крім того, від діафрагми до лівого згину ободової кишки проходить діафрагмально-ободова зв'язка, яка підтримує передній корень селезінки.

## Гістологія селезінки
Селезінка зовні вкрита сполучнотканинною капсулою, від якої всередину відходять трабекули, що утворюють своєрідний сітчастий каркас. Капсула і трабекули утворюють опорно-скоротливий апарат селезінки. Вони складаються із щільної волокнистої сполучної тканини, в якій переважають еластичні волокна, що дають змогу селезінці змінювати її розміри і витримувати значне збільшення в об'ємі. Капсула та трабекули містять також пучки гладеньких міоцитів, скорочення яких сприяє виштовхуванню депонованої крові у кров'яне русло. У проміжках між трабекулами розташовується строма селезінки, яка представлена ретикулярною тканиною, а в її петлях знаходяться клітини паренхіми. Паренхіма включає два відділи з різними функціями:
- біла пульпа
- червона пульпа

Таким чином, селезінка належить до паренхіматозних органів людини.

### Біла пульпа
Біла пульпа селезінки представлена лімфоїдною тканиною, лімфатичними вузликами (фолікулами) і лімфатичними періартеріальними піхвами.
Лімфатичні фолікули є В-залежними зонами, які утворені кулястими скупченнями лімфоцитів, плазмоцитів, макрофагів, дендритних та інтердигітуючих клітин. Вони оточені капсулою, яка утворена ретикуендоталіальними клітинами. У лімфатичних фолікулах білої пульпи селезінки розрізняють такі зони:
- періартеріальна — являє собою скупчення Т-лімфоцитів навколо ексцентрично розташованої центральної артерії лімфатичного фолікула. Окрім Т-лімфоцитів, у ній містяться інтердигітуючі клітини, під впливом яких відбувається розмноження та диференціація Т-лімфоцитів на Т-кілери, Т-хелпери, Т-супресори і Т-клітини пам'яті. Ця зона є аналогом тимусзалежної паракортикальної зони лімфатичного вузла.
- світлий (реактивний) центр у структурному і функціональному відношенні ідентичний реактивному центру лімфатичного вузла. До його складу входять В-лімфобласти, В-лімфоцити, типові макрофаги та дендритні клітини. Будова світлого центру відображає функціональний стан органа і може значно змінюватися при інфекційних захворюваннях та інтоксикаціях. Поява реактивних центрів у фолікулах є реакцією на антигенну стимуляцію.
- мантійна зона оточує періартеріальну зону та світлий реактивний центр. Вона складається з компактно розташованих малих В-лімфоцитів і невеликої кількості Т-лімфоцитів, плазмоцитів і макрофагів. Між клітинами розміщуються циркулярно направлені товсті ретикулярні волокна.
- крайова зона являє собою місце переходу білої пульпи у червону. Вона утворена переважно Т і В-лімфоцитами та поодинокими макрофагами. Ця зона отчена гемокапілярами синусоїдного типу.

Лімфатичні періартеріальні піхви (vaginae periarteriales lymphaticae) являють собою видовженої форми скупчення лімфоцитів, які у вигляді муфт охоплюють артерію білої пульпи селезінки і далі продовжуються у лімфатичний фолікул. У центральній частині піхви розташовуються В-лімфоцити та плазмоцити, по периферії — малі Т-лімфоцити.

### Червона пульпа
Займає простір між білою пульпою і сполучнотканинними трабекулами. Вона складається з формених елементів крові, які розміщені серед ретикулярної строми. Червона пульпа охоплює:
- венозні синуси — є початком венозної системи селезінки. На поверхні їх стінки залягають ретикулярні волокна. При вході в синус і в місці їх переходу у вени, присутні сфінктери, які допомагають крові вільно проходити по синусах у вени. Скорочення венозного сфінктера призводить до скупчення крові в синусі.
- селезінкові (пульпарні) тяжі — це ділянки червоної пульпи селезінки, які локалізовані між венозними синусами. У їх складі багато лімфоцитів, які перетворюються у плазматичні клітини та макрофагів. які здійснюють фагоцитоз старих та пошкоджених еритроцитів і беруть участь в обміні заліза в організмі. Внаслідок розщеплення гемоглобіну еритроцитів утворюється білірубін і трансферин, які виділяються в кров'яне русло.

## Кровопостачання селезінки
Забезпечується селезінковою артерією — гілкою черевного стовбура. Початковий відділ артерії розміщується позаду верхнього краю підшлункової залози, а на рівні хвоста залози артерія виходить з-під неї і ділиться на 2-3 гілки, які направляються до воріт селезінки. По ходу селезінкова артерія віддає гілки до підшлункової залози, а біля воріт селезінки від неї відходять короткі артерії шлунка та ліва шлунково-сальникова артерія. Селезінкова вена має діаметр удвічі більший, ніж однойменна артерія, і часто розміщується нижче артерії. Позаду головки підшлункової залози селезінкова вена, зливаючись з верхньою брижовою веною, формує основний стовбур ворітної вени.

## Лімфовідтік селезінки
Регіональні лімфатичні вузли першого порядку розташовані в шлунково-селезінковій зв'язці біля воріт селезінки, а також біля хвоста підшлункової залози. Далі лімфа відтікає в підшлунковозалозисті вузли, а потім у лімфатичні вузли, розміщені навколо кореня черевного стовбура.

## Іннервація селезінки
Селезінку іннервують гілки селезінкового сплетення, яке розміщене навколо селезінкової артерії. В утворенні цього сплетення беруть участь черевне, ліве діафрагмальне та ліве надниркове нервові сплетіння.